# Prozaická Edda

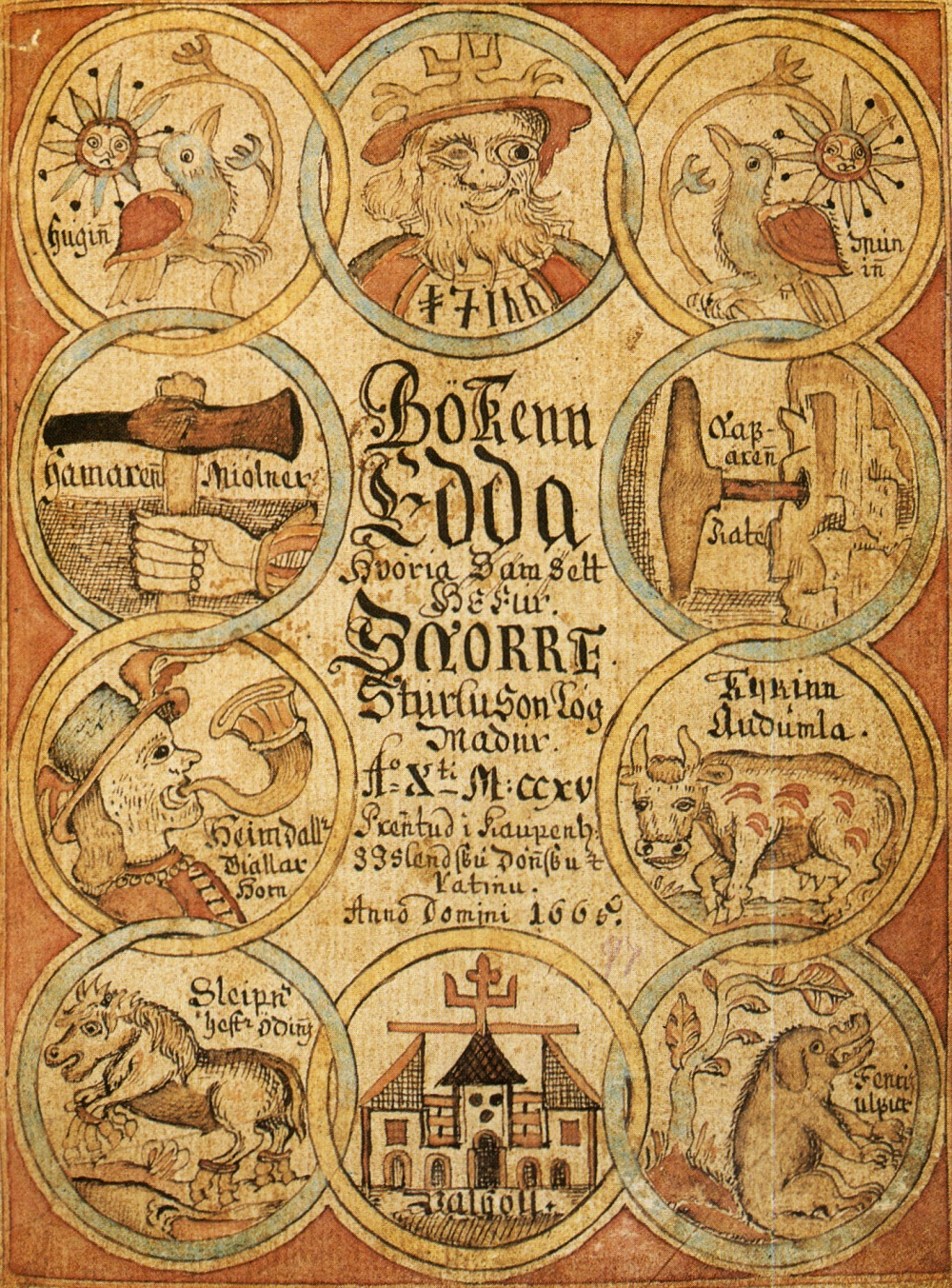
Úvodní strana Prozaické Eddy z 18. století

Prozaická Edda, též Mladší nebo Snorriho Edda jsou názvy sbírky islandských skaldských básní a písní sepsaných Snorrim Sturlusonem.

## Popis
Byla napsána okolo roku 1220 v podstatě jako příručka pro mladé básníky, kteří měli proniknout do skaldské poezie. Základem výkladu poetiky byla Snorriho vlastní báseň Výčet meter (chvalozpěv na norského krále Hákona Hákonarssona a jarla Skuleho), doprovázená odborným popisem metra všech jejích strof. K tomu autor připojil pojednání o skaldském stylu, tj. o básnických opisech (kenninzích) s příklady z básní od více než šedesáti norských a islandských skaldů z 9.–11. století a se stručným převyprávěním děje některých hrdinských písní (oddíl Jazyk básnický).
S výkladem kenningů, které vycházely mimo jiné z reminiscencí na mytické děje, souvisí další část (Gylfiho oblouzení), která je základním vodítkem pro porozumění severské mytologii. Jedná se o prozaické převyprávění pohanské kosmogonie, příběhů o bozích. Snorriho kniha byla hojně opisována už od 13. století a všem následujícím generacím Islanďanů zůstala důvěrně známou.

## Obsah
- Prolog
- Gylfiho oblouznění (Gylfaginning)
- Jazyk básnický (Skáldskaparmál)
- Výčet meter (Háttatal)

## Český překlad
- Snorri Sturluson: Edda a Sága o Ynglinzích. Argo, Praha, 2003. ISBN 80-7203-458-8.
- Snorri Sturluson: Okouzlení krále Gylfa. Arkún, Praha, 1929, překlad Emil Walter.